# 保羅·佐治斯古
保羅·佐治斯古（羅馬尼亞語：Paul Georgescu，1923年11月7日—1989年10月15日）是羅馬尼亞文學評論家、記者、小說作家和共產主義政治人物。

## 外部連結
- （羅馬尼亞語） Paul Georgescu （页面存档备份，存于），羅馬尼亞文學博物館簡介